# Уряд Португалії
У́ряд Португа́лії (порт. Governo de Portugal) — вищий орган виконавчої влади Португалії. Офіційне друковане видання — Diário da República.

## Голова уряду
- Прем'єр-міністр — Луїш Монтенегру (з 2024).

## Кабінет міністрів
Склад чинного уряду подано станом на 12 жовтня 2018 року.
| Логотип | Міністерство                                                      | Міністр                                                                 | Фото | Час на посаді | Час на посаді | Партія | Партія | Вебсайт |
| ------- | ----------------------------------------------------------------- | ----------------------------------------------------------------------- | ---- | ------------- | ------------- | ------ | ------ | ------- |
|         | Міністерство адміністративного оновлення                          | Марія Мануел Лейтан Маркеш (Maria Manuel Leitão Marques)                |      |               |               |        |        |         |
|         | Міністерство внутрішніх справ                                     | Джон Кальвао да Сілва (John Calvao da Silva)                            |      |               |               |        |        |         |
|         | Міністерство екології та енергетики                               | Жоао Педру Матос Фернандес (Joao Pedro Matos Fernandes)                 |      |               |               |        |        |         |
|         | Міністерство економіки                                            | Мігель Мораїс Лейтао (Miguel Morais Leitao)                             |      |               |               |        |        |         |
|         | Міністерство зайнятості, солідарності та соціального забезпечення | Хосе Вієра да Сілва (Jose Viera da Silva)                               |      |               |               |        |        |         |
|         | Міністерство закордонних справ                                    | Августо Сантуш Сілва (Augusto Santos Silva)                             |      |               |               |        |        |         |
|         | Міністерство інфраструктури та територіального планування         | Педру Мануель Діаш де Жесус Маркес (Pedro Manuel Dias de Jesus Marques) |      |               |               |        |        |         |
|         | Міністерство культури, рівності та громадянства                   | Луїс Філіпе Кастро Мендес (Luis Filipe Castro Mendes)                   |      |               |               |        |        |         |
|         | Міністерство моря                                                 | Ана Паула Віторіно (Ana Paula Vitorino)                                 |      |               |               |        |        |         |
|         | Міністерство науки та вищої освіти                                | Мануель Хейтор (Manuel Heitor)                                          |      |               |               |        |        |         |
|         | Міністерство оборони                                              | Азередо Лопес (Azeredo Lopes)                                           |      |               |               |        |        |         |
|         | Міністерство освіти                                               | Маргаріда Мано (Margarida Mano)                                         |      |               |               |        |        |         |
|         | Міністерство охорони здоров'я                                     | Адальбетру Кампос Фернандес (Adalberto Campos Fernandes)                |      |               |               |        |        |         |
|         | Міністерство сільського господарства                              | Капулас Сантос (Capoulas Santos)                                        |      |               |               |        |        |         |
|         | Міністерство фінансів                                             | Маріу Сентено (Mario Centeno)                                           |      |               |               |        |        |         |
|         | Міністерство юстиції                                              | Франсіска ван Дунем (Francisca van Dunem)                               |      |               |               |        |        |         |
|         | Міністр президента                                                | Марія Мануель Лейтао Маркес (Maria Manuel Leitao Marques)               |      |               |               |        |        |         |
|         | Міністр прем'єр-міністра                                          | Едуарду Кабріта (Eduardo Cabrita)                                       |      |               |               |        |        |         |